# Biological Research
Biological Research is een Chileens open access wetenschappelijk tijdschrift op het gebied van de biologie.
De naam wordt in literatuurverwijzingen meestal afgekort tot Biol. Res.
Het wordt uitgegeven door de Sociedad de Biología de Chile en verschijnt 4 keer per jaar.
Het eerste nummer verscheen in 1999.
Het tijdschrift is een voortzetting van Archivos de biología y medicina experimentales.